# Californian Soil
Californian Soil — третий студийный альбом английской инди-поп-группы London Grammar, он был выпущен 16 апреля 2021 года на лейблах Metal & Dust и Ministry of Sound.
Альбому предшествовали четыре сингла — «Baby It’s You», «Californian Soil», «Lose Your Head» и «How Does It Feel».

## История
Вокалистка Ханна Рид сообщила, альбом посвящен темам феминизма и славы . Она написала:
"Эта запись об овладении своей жизнью. Вы представляете себе: успех будет потрясающим. Затем вы видите это изнутри и спрашиваете: «Почему я не контролирую это? Почему мне не разрешено контролировать это? И связано ли это каким-либо образом с тем, чтобы быть женщиной? Если да, то как я могу сделать это по-другому?»

## Выпуск
Альбом анонсировали 1 октября 2020 года одновременно с выпуском одноимённой песни. Группа поделилась, что этот трек стал для них «поворотным моментом», поэтому они назвали альбом в честь песни.
Изначально планировалось выпустить его 12 февраля 2021 года, но по неизвестным причинам выпуск отложили. 5 января 2021 года группа объявила в Твиттере о переносе даты релиза на 9 апреля того же года без указания причины.

## Продвижение

### Синглы
Изначально группа выпустила три сингла: «Baby It’s You» (19 августа 2020 г.) «Californian Soil» (1 октября 2020 г.) и «Lose Your Head» (4 января 2021 г.), а также концертную версию этой песни на YouTube 

## Треклист
Слова и музыка всех песен — London Grammar, кроме указанных.
| №   | Название              | Автор(ы)                             | Producer(s)                   | Длительность |
| --- | --------------------- | ------------------------------------ | ----------------------------- | ------------ |
| 1.  | «Intro»               |                                      |                               |              |
| 2.  | «Californian Soil»    |                                      | London Grammar Charlie Andrew | 3:41         |
| 3.  | «Missing»             |                                      |                               |              |
| 4.  | «Lose Your Head»      | Reid Major Rothman George FitzGerald | FitzGerald                    | 3:19         |
| 5.  | «Lord It's a Feeling» |                                      |                               |              |
| 6.  | «How Does It Feel»    | Reid Major Rothman Steve McCutcheon  |                               |              |
| 7.  | «Baby It's You»       | Reid Major Rothman FitzGerald        | London Grammar FitzGerald     | 4:02         |
| 8.  | «Call Your Friends»   | Reid Major Rothman McCutcheon        |                               |              |
| 9.  | «All My Love»         |                                      |                               |              |
| 10. | «Talking»             |                                      |                               |              |
| 11. | «I Need the Night»    |                                      |                               |              |
| 12. | «America»             |                                      |                               |              |

## Участники

### Музыканты
- Ханна Рид — вокал (2, 4, 7), сочинение (1–12)
- Доминик Майор — сочинение (1–12)
- Дэн Ротман — сочинение (1–12)

Другие музыканты
- Чарли Эндрю — сочинение (2)
- Джордж Фицджеральд — сочинение (4, 7)
- Стив МакКатчеон — сочинение (6, 8)

### Технические специалисты
- London Grammar — продюсирование (2)
- Чарли Эндрю — продюсирование (2)
- Джордж Фицджеральд — продюсирование (7)

## История выпуска
| Страна    | Дата              | Форматы                                                                             | метка                            |
| --------- | ----------------- | ----------------------------------------------------------------------------------- | -------------------------------- |
| Мир       | 16 апреля 2021 г. | CD [ 6 ] винил [ 7 ] кассета [ 8 ] бокс-сет [ 9 ] цифровая загрузка стриминг [ 10 ] | Metal & Dust / Ministry of Sound |
| Австралия | 16 апреля 2021 г. | CD [ 11 ] LP [ 12 ]                                                                 | Dew Process                      |

### Заметки
1. ↑  Track 2
2. ↑  Track 2
3. ↑  Track 7